# Brestača
Brestača je naselje u Republici Hrvatskoj u Sisačko-moslavačkoj županiji, u sastavu grada Novske.

## Zemljopis
Brestača je zapadno prigradsko naselje Novske, a nalazi se na cesti između Novske i Nove Subocke.

## Stanovništvo
Prema popisu stanovništva iz 2011. godine Brestača je imala 913 stanovnika.
| broj stanovnika | 389   | 396   | 393   | 567   | 666   | 707   | 735   | 807   | 810   | 865   | 882   | 942   | 981   | 1003  | 969   | 913   | 809   |
|                 | 1857. | 1869. | 1880. | 1890. | 1900. | 1910. | 1921. | 1931. | 1948. | 1953. | 1961. | 1971. | 1981. | 1991. | 2001. | 2011. | 2021. |